# (35839) 1999 JV58
1999 JV58 (asteroide 35839) é um asteroide da cintura principal. Possui uma excentricidade de 0.16076430 e uma inclinação de 4.27987º.
Este asteroide foi descoberto no dia 10 de maio de 1999 por LINEAR em Socorro.